# DR P3
DR P3 ist ein dänischer Hörfunksender von DR. Der Sendebetrieb wurde am 1. Januar 1963 aufgenommen. Seit 1972 wird in Stereo gesendet. P3 sendet in Dänemark über UKW, DAB sowie per Satellit und Internet-Stream. Eine Zeit lang wurde auch per UKW in Grönland gesendet.
Die DR Programme insbesondere DR P3 und DR P4 BOR auf den UKW-Frequenzen der Insel Bornholm sind auch entlang der polnischen Ostseeküste gut empfangbar. 
Konkret kann man sie an der Küstenlinie bis in etwa Höhe der S6 beziehungsweise E28 Lauenburg in Pommern und Kolberg im Autoradio empfangen. In den Küstenstädten Kolberg und Köslin waren auch die vollständigen DAB-Bouquets von Bornholm empfangbar.
Die Zielgruppe des Senders P3 sind die 20- bis 40-Jährigen, die zu 70 % den Sender mindestens einmal pro Woche hören. Das Musikspektrum reicht von dänischem und internationalem Hip-Hop über Alternative Rock und Britpop bis zu aktuellem Chartpop.